# Neue Synagoge (Essen)

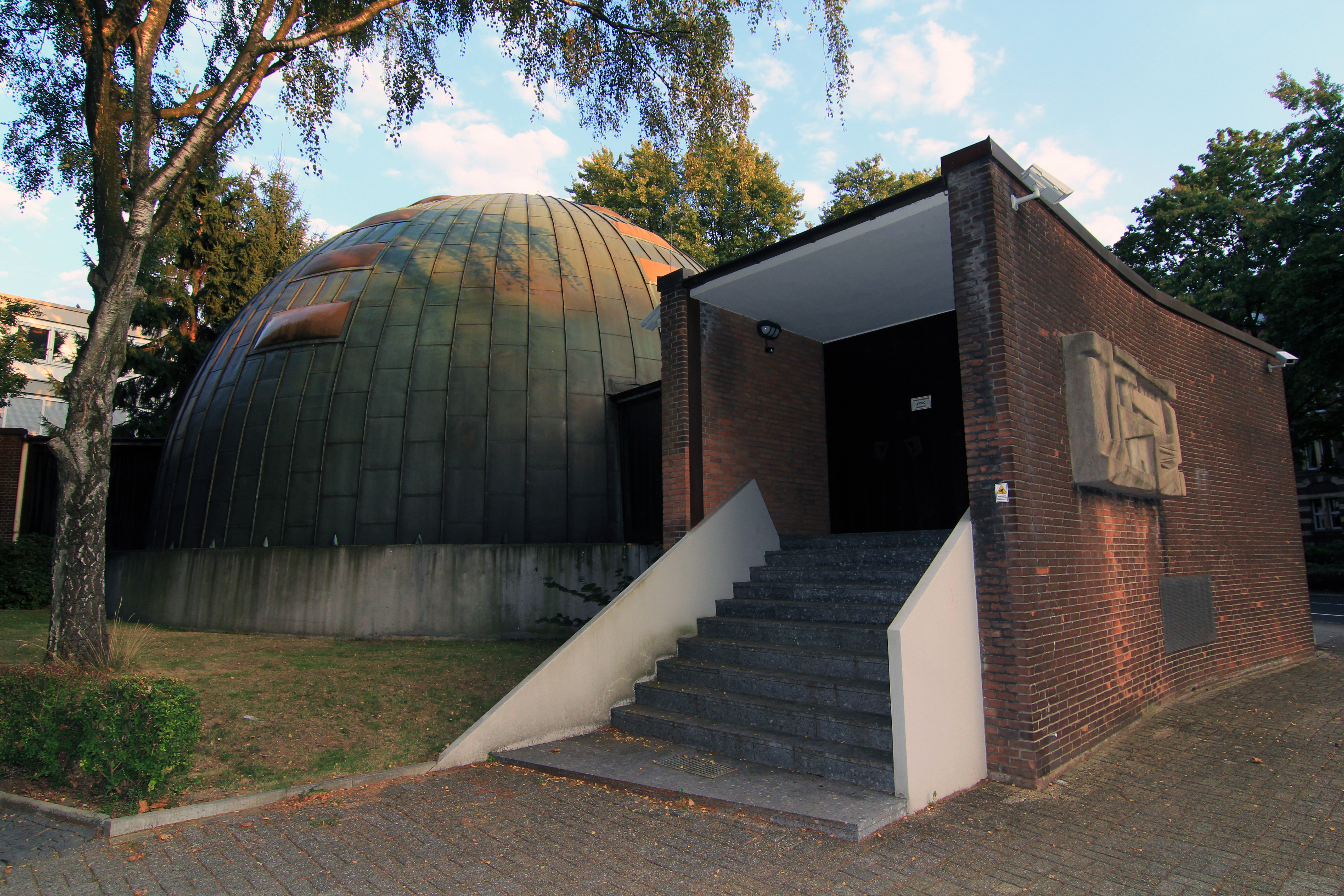
Neue Essener Synagoge

Die Neue Synagoge an der Sedanstraße 46 im Essener Südostviertel wurde 1959 fertiggestellt. Seit 1999 steht sie unter Denkmalschutz.

## Geschichte
Bis 1938 nutzte die jüdische Gemeinde von Essen die große Synagoge an der Steeler Straße 29, die  während der Novemberpogrome 1938 durch Brandstiftung schwer beschädigt wurde. Die in der Zeit des Nationalsozialismus stark dezimierte jüdische Gemeinde nutzte in der Nachkriegszeit zunächst das erhalten gebliebene Rabbinerhaus an der Alten Synagoge als Gebetshaus. 
Die Gemeinschaft entschloss sich Ende der 1950er Jahre zu einem Neubau, der zu einem großen Teil durch amerikanische Spenden finanziert wurde. Die neue Synagoge wurde 1959 zusammen mit dem Gemeindezentrum nach Entwürfen der Architekten Dieter Knoblauch und Heinz Heise fertiggestellt und am 21. Oktober 1959 eröffnet. Der neue jüdische Sakralbau wurde nach dem Vorbild der von Erich Mendelsohn erbauten Park Synagogue in Cleveland errichtet.

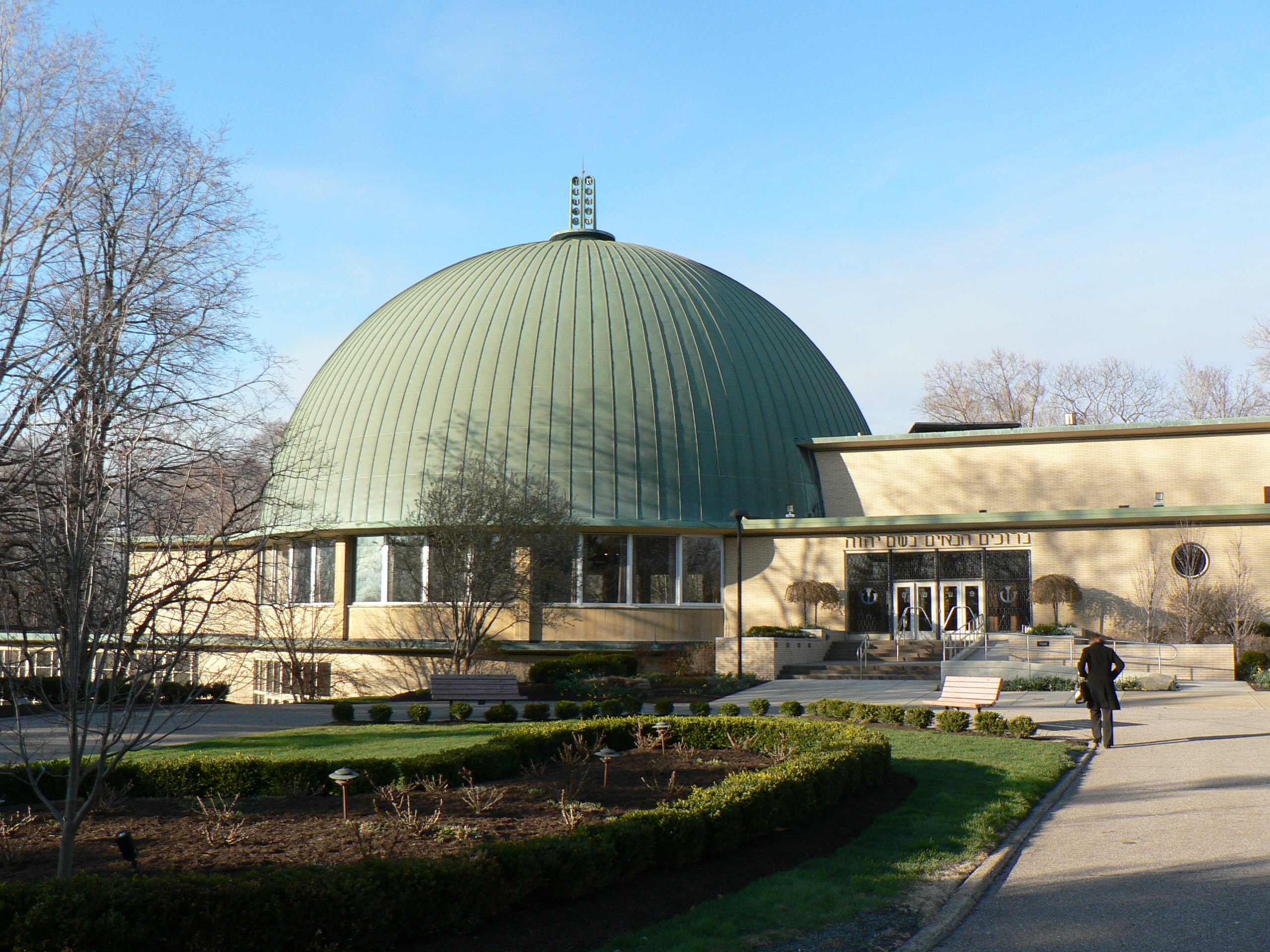
Vorbild: Park Synagogue Cleveland

Zuvor befand sich am Ort der heutigen Synagoge ein jüdisches Jugendheim, das 1929/1930 nach Mendelsohns Plänen erbaut worden war. Nachdem das Gebäude im Juni 1933 erstmals durch die Hitlerjugend besetzt worden war, wurde es ebenfalls in der Pogromnacht 1938 zerstört.
Am 14. und 20. November 2020 hat ein unbekannter Täter einen Betonblock auf ein Fenster der Essener Kultusgemeinde geworfen. Wenige Tage später wurde eine schwere Steinplatte auf die Neue Synagoge in Essen geworfen, wodurch insgesamt zwei Scheiben beschädigt wurden. Die Polizei geht davon aus, dass die Beschädigungen vom selben Täter ausgingen.

## Beschreibung
Der Gebäudekomplex ruht auf einem keilförmigen Grundstück und besteht aus einer kreisrunden, halbkugeligen Schale und mehreren Kuben. Die eigentliche Synagoge hat keine Fenster, sondern erhält ihr Licht nur durch Glasbausteinfelder, die in die Kuppel eingelegt sind. Damit ist dieser Synagogenbau in Deutschland einzigartig und gilt als einer der markantesten der 1950er Jahre.
Der Haupteingang der Synagoge befindet sich in einem kleinen Querbau, der der Kuppel vorgelagert ist. Die Synagoge besteht aus einer halbkugelförmigen Kuppel, die mit Kupferblech eingedeckt ist. Sie bietet etwa 200 Gläubigen Platz. Im Kellergeschoss befindet sich die Mikwe. Kurt Lewy schuf die Buntglasfenster der Kuppel und am Toraschrein die zwölf Email-Kupferplatten mit den Symbolen der zwölf Stämme Israels.
Der Synagogenbau wird über zwei eingeschossige Verbindungstrakte mit einem dreigeschossigen, flachgedeckten Gemeindehaus verbunden. An der Fassade des konkav geformten Querbaus befindet sich das Relief einer Menora.